# Jack Crompton
John "Jack" Crompton (ur. 18 grudnia 1921 w Manchesterze, zm. 4 lipca 2013 tamże) – angielski piłkarz występujący na pozycji bramkarza i trener.

## Kariera
Urodził się w Manchesterze i pomiędzy 1944 a 1956 rokiem reprezentował barwy Manchesteru United. Wraz z tym klubem w 1948 roku sięgnął po Puchar Anglii, zaś w 1952 roku zdobył mistrzostwo kraju. Podczas II wojny światowej gościnnie występował w Stockport County.
Wraz z końcem sezonu 1955/56 Crompton zakończył karierę piłkarską i objął funkcję trenera Luton Town, jednak dwa lata później powrócił do Manchesteru, będącego wówczas w rozsypce w wyniku monachijskiej katastrofy lotniczej. W 1962 Luton zatrudniło go jako menadżera, na którym to stanowisku zastąpił Sama Bartrama. Jego kadencja trwała jednak zalewie siedem dni, po czym wznowił pracę w Manchesterze United. W 1971 roku Crompton objął posadę menadżera Barrow, zastępując Dona McEvoya, ale na swoim stanowisku wytrwał tylko do końca sezonu i w czerwcu 1972 roku objął posadę trenera Bury. Dwa lata później Crompton przeniósł się do Preston North End, gdzie został włączony do sztabu szkoleniowego swojego byłego kolegi z Manchesteru, Bobby'ego Charltona. Rok później Crompton po raz kolejny i zarazem ostatni powrócił do Manchesteru United, gdzie przez kolejne siedem lat prowadził zespół rezerw, aż do momentu zakończenia kariery trenerskiej.
Jako jeden z niewielu żyjących w XXI wieku zawodników, którzy w 1948 roku zdobyli Puchar Anglii, Crompton często zapraszany był na spotkania upamiętniające ważne wydarzenia w historii klub, jak choćby na ceremonię odsłonięcia eksponatów w klubowym muzeum podczas 100-lecia Old Trafford. Pełnił także funkcję prezydenta klubu Curzon Ashton, który w 2012 roku rozegrał towarzyskie spotkanie z rezerwami Manchesteru United o "Trofeum Jacka Cromptona". Zmarł 4 lipca 2013 roku w wieku 91 lat.